# Balagodu, Sagar
Balagodu là một làng thuộc tehsil Sagar, huyện Shimoga, bang Karnataka, Ấn Độ.